# Yokuşlu, Yomra
Yokuşlu là một xã thuộc huyện Yomra, tỉnh Trabzon, Thổ Nhĩ Kỳ. Dân số thời điểm năm 2011 là 578 người.